# イオンタウン南城大里
イオンタウン南城大里 (イオンタウンなんじょうおおざと) は、沖縄県南城市大里字高平高宮城原に位置するショッピングセンターである。

## 概要
2012年 (平成24年) にに開業した、イオンタウン株式会社運営の沖縄県1号店となる、エンクローズドモール形式のネイバーフッド型ショッピングセンターである。以前南城市立大里南小学校があったが、移転した。その後跡地利用事業者の募集にイオン琉球が応募し、イオンタウン株式会社がディベロッパーを引き継ぎ開発することとなり、2012年に開業した。なお、ショッピングセンター内には、以前大里南小学校があったことから、旧校舎の木の一部移設設置や記念碑が飾られている。
なお当ショッピングセンター周辺は坂が多く、北東側の市道から、屋上駐車場に直接出入りが可能である。

### 沿革
- 2010年 (平成22年) 07月16日 - 旧大里南小学校が新校舎移転のため利用終了。
- 2012年 (平成24年) 11月23日 - イオンタウン南城大里開店。

## テナント
1階は、マックスバリュを核として書店やアミューズメント、各種衣料品店や雑貨店が入居している。特筆するテナントとして「FMなんじょう」のスタジオが入居していることが挙げられる。
2階は、ヤマダ電機テックランドが入居しており、それ以外のスペースは屋上駐車場となっている。